# Svarttofsad snärtfågel
Svarttofsad snärtfågel (Psophodes olivaceus) är en fågel i familjen snärtfåglar inom ordningen tättingar.

## Utseende och läte
Snärtfåglar är medelstora tättingar med rätt kraftig kropp, lång stjärt och dämpade färger. Svarttofsad snärtfågel är olivbrun ovan och vit på strupen, tydligt kontrasterande med svart i ansiktet, i en huvudtofs och på bröstet. Ungfågeln saknar den vita strupfläcken. Hanens sång, som gett familjen dess namn, är ett vittljudande snärtande "doo-doo-doo–whipp!". Honan svarar med ett "pew pew".

## Utbredning och systematik
Svarttofsad snärtfågel delas in i två underarter:
- Psophodes olivaceus lateralis – förekommer i nordöstra Queensland (Cooktown till Townsville)
- Psophodes olivaceus olivaceus – förekommer i östra Australien (centrala Queensland till södra centrala Victoria)

## Levnadssätt
Svarttofsad snärtfågel hittas i tät vegetation i regnskog. Där födosöker den på marken.

## Status och hot
Arten har ett stort utbredningsområde, men tros minska i antal, dock inte tillräckligt kraftigt för att den ska betraktas som hotad. Internationella naturvårdsunionen IUCN listar arten som livskraftig (LC).